# プロセスマイニング協会
一般社団法人プロセスマイニング協会（いっぱんしゃだんほうじんぷろせすまいにんぐきょうかい、英名：Association of Process Mining Japan、以下APMJ）は、東京都港区北青山に本部を構える一般社団法人である。令和2年（2020年）6月17日設立。

## 概要・沿革
法人会員17社を社員とした理事会設置型の一般社団法人である。
APMJは、ビジネスチャンスが多く潜む学術分野であるプロセスマイニングへの理解を深め、それに関する情報公開と学習の場を提供することで、日本におけるプロセスマイニングの普及を図る。また、プロセスマイニングによる業務効率化の拡大を目的としている。
これまで、APMJの学生事務局員によるインターン実施、国内外を含めたプロセスマイニングの活用事例をはじめとするインタビュー記事、海外の学術論文の邦訳公開、プロセスマイニングに関する最新情報の頒布、代表理事の百瀬による書籍の監修などが行われてきた。また、APMJはさらなるプロセスマイニングの普及を目的として “みんなのプロセスマイニング” のリリース、当ツールを活用した “プロセスマイニング検定” の開始、検定に必要な知識の育成に向けた教材動画の公開など、積極的な活動を行っている。これらの活動は、先述した目的に一貫して基づいている。

## 主要人物
百瀬公朗（代表理事）、Wil van der Aalst（名誉会⻑）、Lars Reinkemeyer（名誉会⻑）、三ツ森隆司（業務執行理事）、小林裕亨（理事）、村瀬将思（理事）、長谷川康一（理事）、神野純孝（理事）

## 会員企業
正会員
Celonis株式会社、UiPath株式会社、ハートコア株式会社
特別会員
伊藤忠テクノソリューションズ株式会社
賛助会員
- Airitech株式会社
- EYストラテジー・アンド・コンサルティング株式会社
- MRIバリューコンサルティング・アンド・ソリューションズ株式会社
- PwCコンサルティング合同会社
- アビームコンサルティング株式会社
- ソフトウェア・エー・ジー株式会社
- デロイト トーマツ リスクアドバイザリー株式会社
- トランスコスモス・アナリティクス株式会社
- ビジネスキューブ・アンド・パートナーズ株式会社
- プロティビティ合同会社
- 株式会社Gran Manibus
- 株式会社デリバリーコンサルティング
- 株式会社日立コンサルティング

## 主な活動
- みんなのプロセスマイニング
- インタビュー記事
- 海外論文の翻訳
- プロセスマイニング検定